# شارل سوم
شارل سوم یا شارل ساده (زادهٔ ۱۷ سپتامبر ۸۷۹ – درگذشتهٔ ۷ اکتبر ۹۲۹)، پادشاه فرانک باختری از دودمان کارولنژی‌ها بود.

## اوایل زندگی
او پسر لوئی الکن از همسرش آدلایده بود که پس از مرگ پدر زاده شد. هنگامی که برادر ناتنی‌اش کارلمان فرانسوی در ۸۸۴ مرد، جلوی پادشاهی شارل را گرفته و پادشاهی را به پسرعموی پدرش شارل فربه سپردند. هنگامی که در ۸۸۷ شارل فربه نیز درگذشت، اودوی فرانسه، کنت پاریس به پادشاهی رسید.

## پادشاهی فرانک باختری

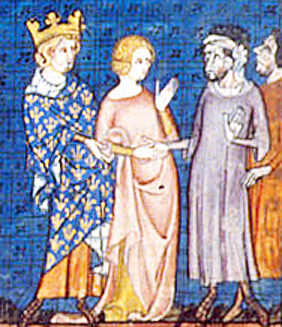
نقای با این مضمون: چارلز ساده دخترش را به رولو می‌دهد

در سال ۸۹۳، در سن ۱۴ سالگی، شارل توسط گروهی از مخالفان حکومت اودو در کلیسای جامع رنس تاجگذاری کرد، اما تنها پس از مرگ اودو در سال ۸۹۸، پادشاه فرانک باختری شد.
شارل از همان بدو نشستن بر تخت به دنبال دستیابی به نوعی از توافق با مهاجمان وایکینگ بود. از این رو، سال ۸۹۷ میلادی رهبر نورس‌های ناحیه سن علیا را به نزد خود فراخواند و فرزند خوانده خود نامید. به هر صورت شارل از این طرح طرفی نبست. سال ۹۱۱ میلادی، گروهی از وایکینگ‌ها به رهبری رولو، پاریس و شارتر را محاصره کردند. پس از پیروزی در نزدیکی شارتر در ۲۶ اوت، شارل تصمیم گرفت با رولو مذاکره کند که در نتیجه قرارداد سنت کلر سور اپت منعقد شد که دوک‌نشین نورماندی را ایجاد کرد. بدین شکل نورس‌های ناحیه سن مسئول محافظت از نواحی ساحلی شمالی در برابر حملات دیگر غارت‌گران شدند. در ازای وفاداری وایکینگ‌ها، تمام زمین‌های بین رودخانه یپته و دریا (کانال مانش) و همچنین دوک‌نشین بریتانی، به آن‌ها اعطا شد. رولو همچنین موافقت کرد که غسل تعمید بگیرد و با دختر شارل، گیزلا، ازدواج کند.

## پادشاهی لوتارنژی
همچنین در سال ۹۱۱، لوئی بچه، آخرین پادشاه کارولنژی فرانک خاوری درگذشت، و اشراف لوتارنژی که به او وفادار بودند، تحت رهبری رگنار، دوک لورن شارل را پادشاه جدید خود اعلام کردند، و از فرانک خاوری جدا شد. فرانک خاوری یک غیر کارولنژی یعنی کنراد یکم را به عنوان پادشاه جدید انتخاب کرده بود. برای مثال، شارل سال‌ها تلاش کرده بود تا با ازدواج در آوریل ۹۰۷ با یک زن لوتارنژیایی به نام فردرونا، حمایت لوتارنژیان را جلب کند. و در سال ۹۰۹ خواهرزاده‌اش کونیگونده با ویگریک لوتارنژی ازدواج کرد. شارل از لوتارنژی در برابر دو حمله کنراد یکم دفاع کرد. اما در نهایت در سال ۹۲۵، لوتارنژی یک بار دیگر توسط فرانک خاوری تصرف شد.

## برکناری و مرگ
در ۹۲۲ بزرگان کشور بر او شوریدند و روبر یکم را بر تخت شاهی نشاندند.
در سال پس از آن در جنگی که در سواسون درگرفت روبر کشته شد ولی شارل نیز شکست خورد. پس از آن دوک رودولف بورگوندی به شاهی برگزیده شد و شارل به زندان افتاد.
سرانجام وی در ۹۲۹ در زندان درگذشت.